# Куркуреусу
Куркуреусу́ (каз. Құркүреусу) — станційне селище у складі Жуалинського району Жамбильської області Казахстану. Входить до складу Актюбинського сільського округу.
У радянські часи селище називалось Куркуреу-Су.
Населення — 100 осіб (2021; 122 у 2009, 127 у 1999, 115 у 1989).